# Brug 1896
Brug 1896 is een bouwkundig kunstwerk in Amsterdam Nieuw-West.
Het is een voet- en fietsbrug, die de verbinding verzorgt tussen de Oude Haagseweg en de Anderlechtlaan aan de noordkant en parkgebied De Oeverlanden met het voet- en fietspad Anton Schleperpad (vernoemd naar oprichter van vereniging De Oeverlanden blijven) aan de zuidkant. De brug geeft voorts vanuit genoemde weg en laan indirect toe- en uitgang naar/van een plaatselijk horecabedrijf alsmede de zomerveerdienst over de Nieuwe Meer naar en van het Amsterdamse Bos.  
De houten brug dateert van circa 1999.

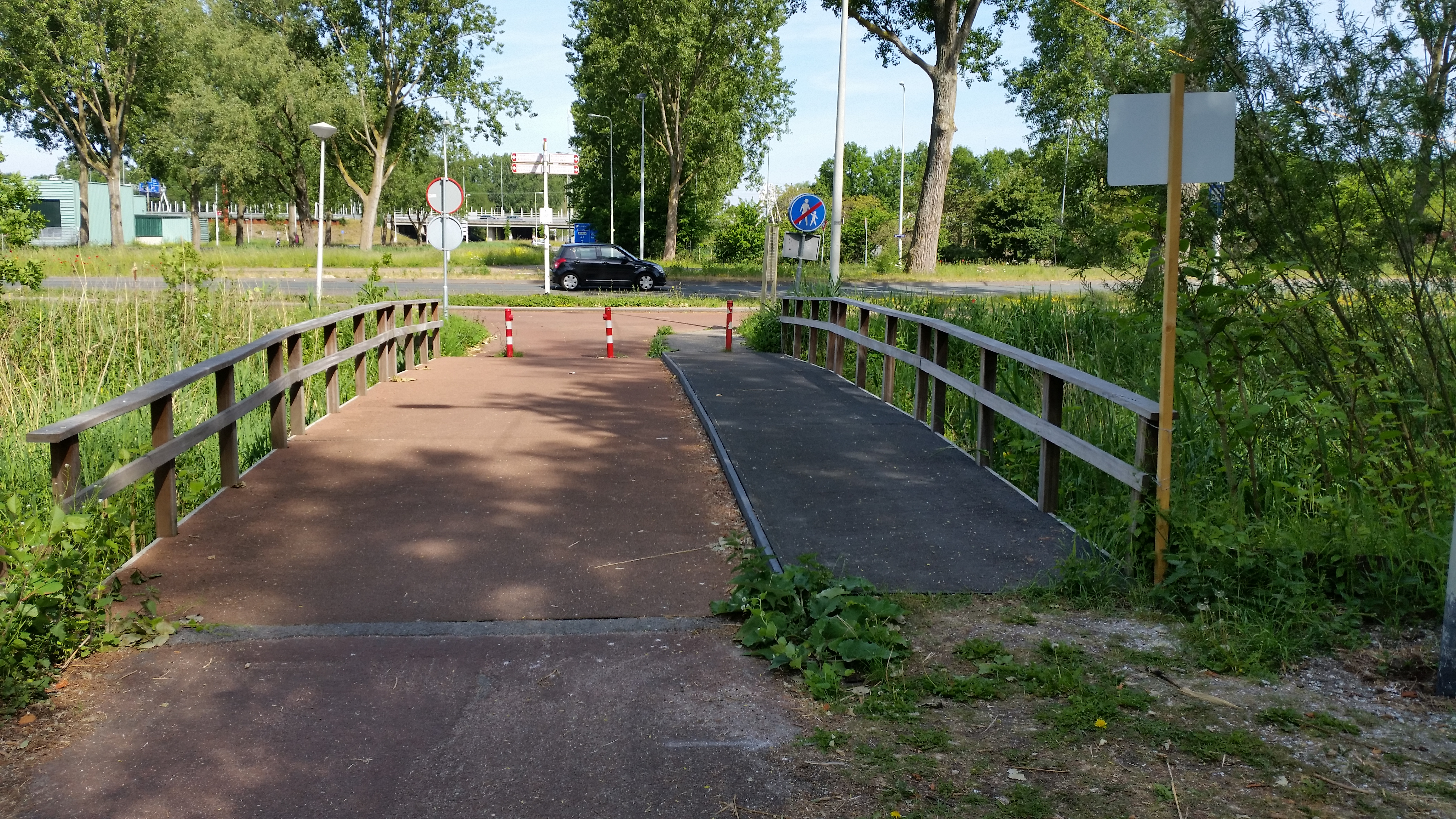
Brug 1896 richting Oude Haagseweg (mei 2020)

<<< · 1800 · 1801 · 1802 · 1803 · 1804 · 1805 · 1806 · 1807 · 1808 · 1809 ·  1810 · 1811 · 1812 · 1813 · 1814 · 1815 · 1816 · 1818 · 1819 · 1820 · 1821 · 1822 · 1823 · 1824 · 1826 · 1827 · 1828 · 1829 · 1830 · 1831 · 1832 · 1833 · 1834 · 1835 · 1836 · 1837 · 1838 · 1839 · 1840 · 1841 · 1842 · 1843 · 1844 · 1845 · 1846 · 1847 · 1848 · 1849 · 1850 · 1851 · 1852 · 1853 · 1854 · 1855 · 1856 · 1857 · 1858 · 1859 · 1860 · 1861 · 1862 · 1863 · 1864 · 1865 · 1866 · 1867 · 1868 · 1869 ·  1870 · 1871 · 1872 · 1873 · 1874 · 1875 · 1876 · 1877 · 1879 ·  1880 · 1881 · 1882 · 1883 · 1884 · 1885 · 1886 · 1888 · 1889 · 1890 · 1891 · 1892 · 1893 · 1894 · 1895 · 1896 · 1897 · 1898 · 1899 · >>>
Brugnummers 1817, Brug 1819, 1820, 1825, 1878, 1887  zijn niet (meer) vergeven.